# موریاک، کانتال
موریاک (به فرانسوی: Mauriac) یک کمون در فرانسه است که در کانتال واقع شده‌است. موریاک ۲۷٫۶۱ کیلومتر مربع مساحت دارد ۷۲۲ متر بالاتر از سطح دریا واقع شده‌است.

## نگارخانه

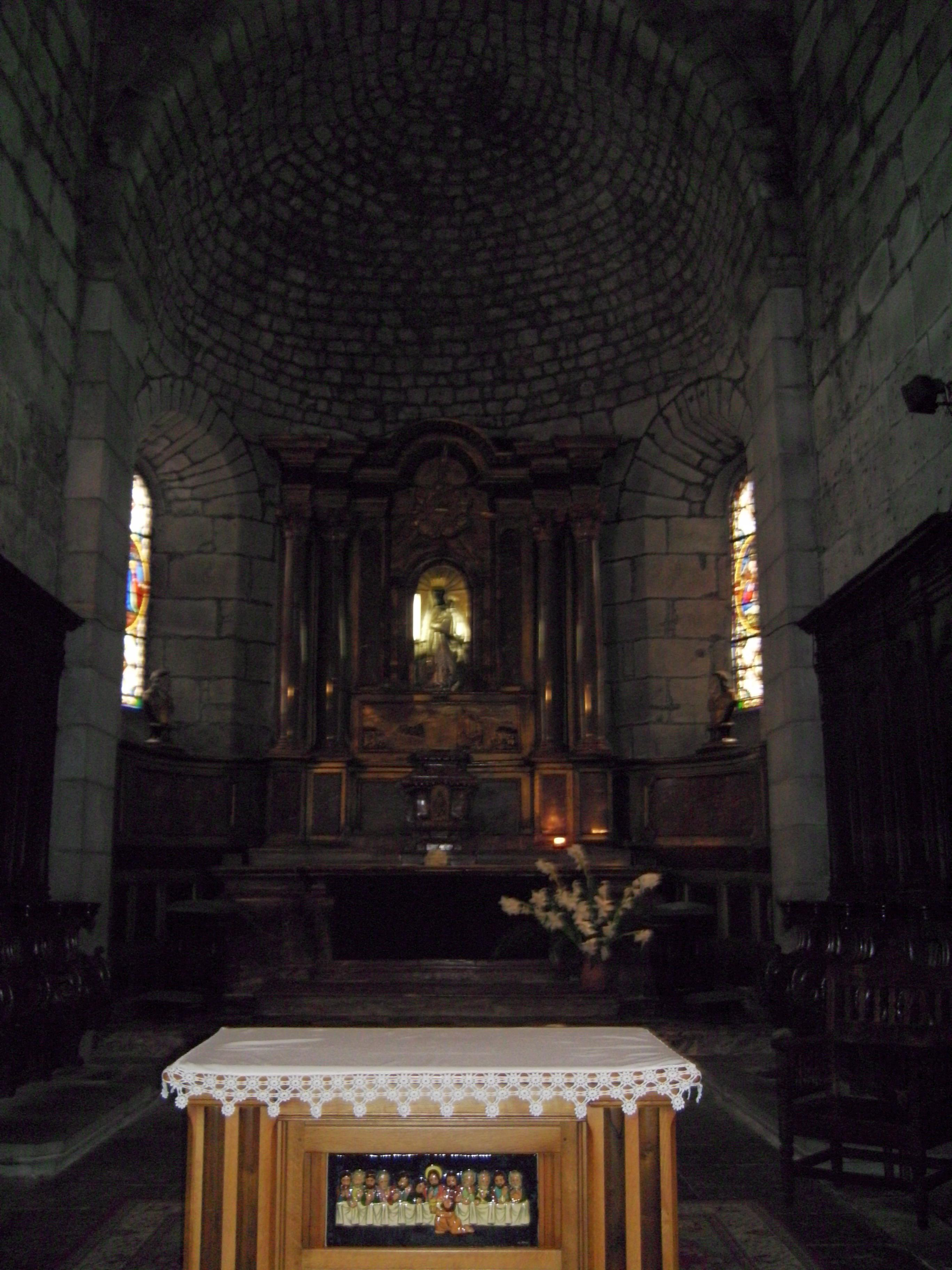
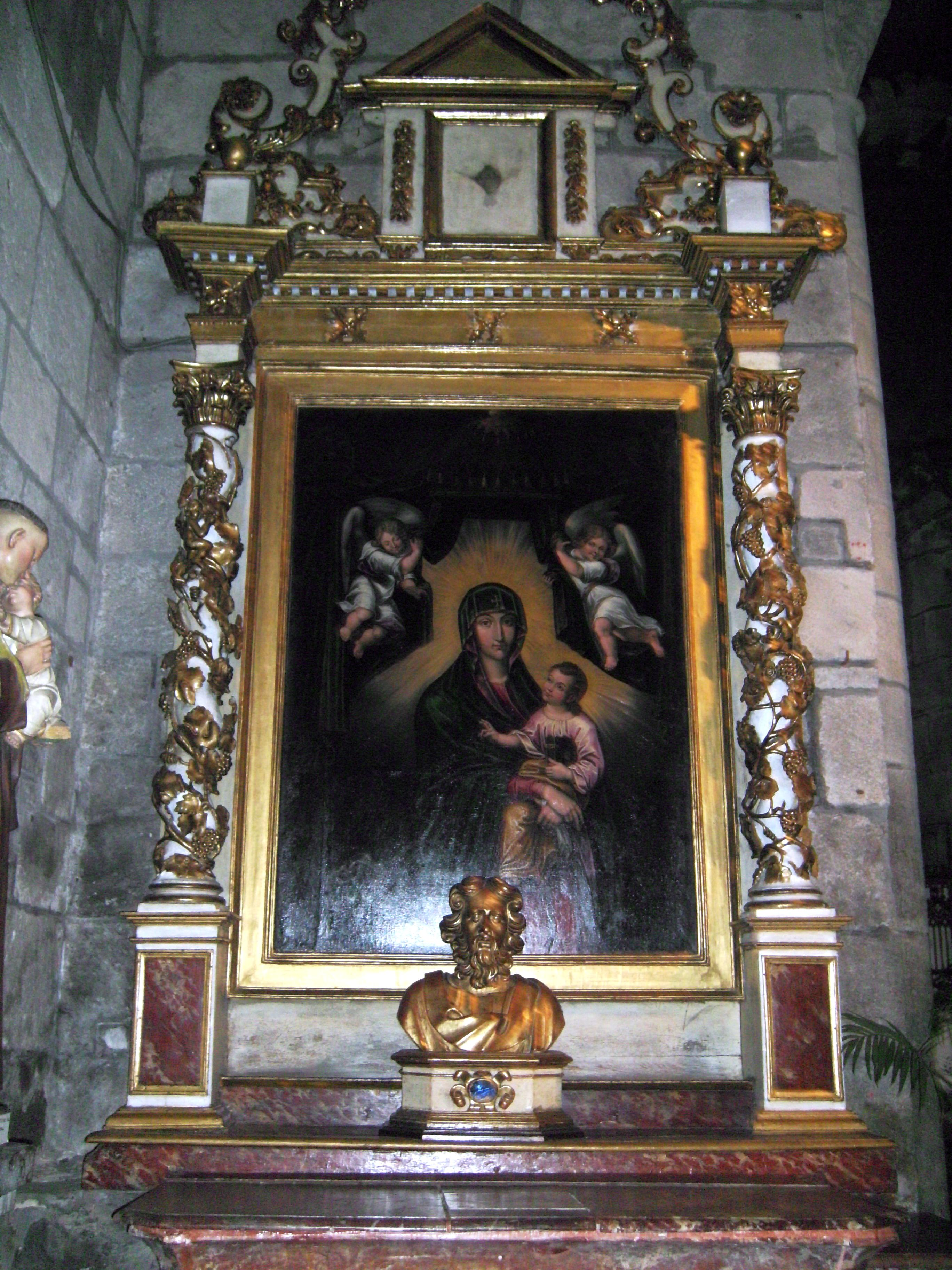
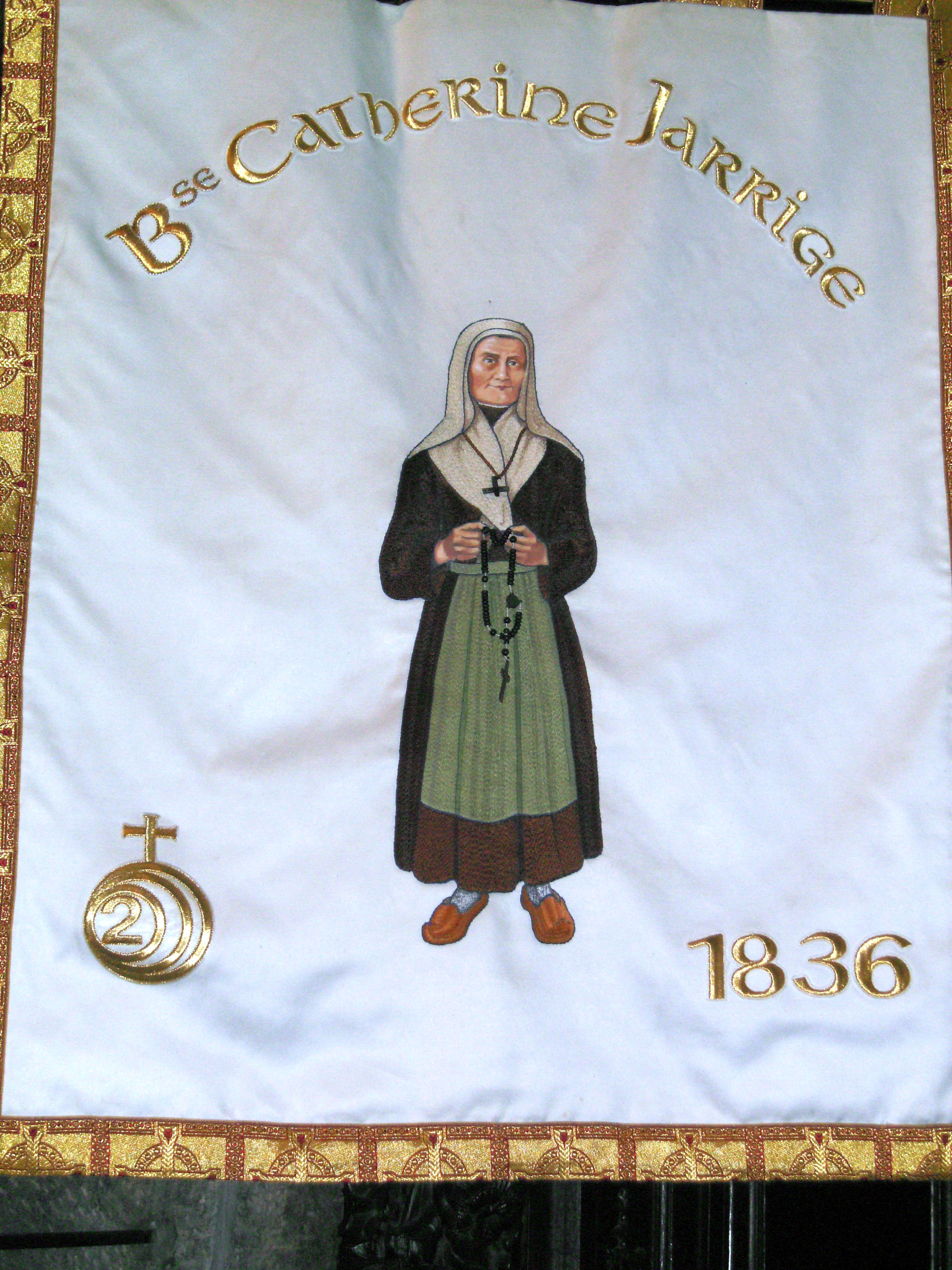
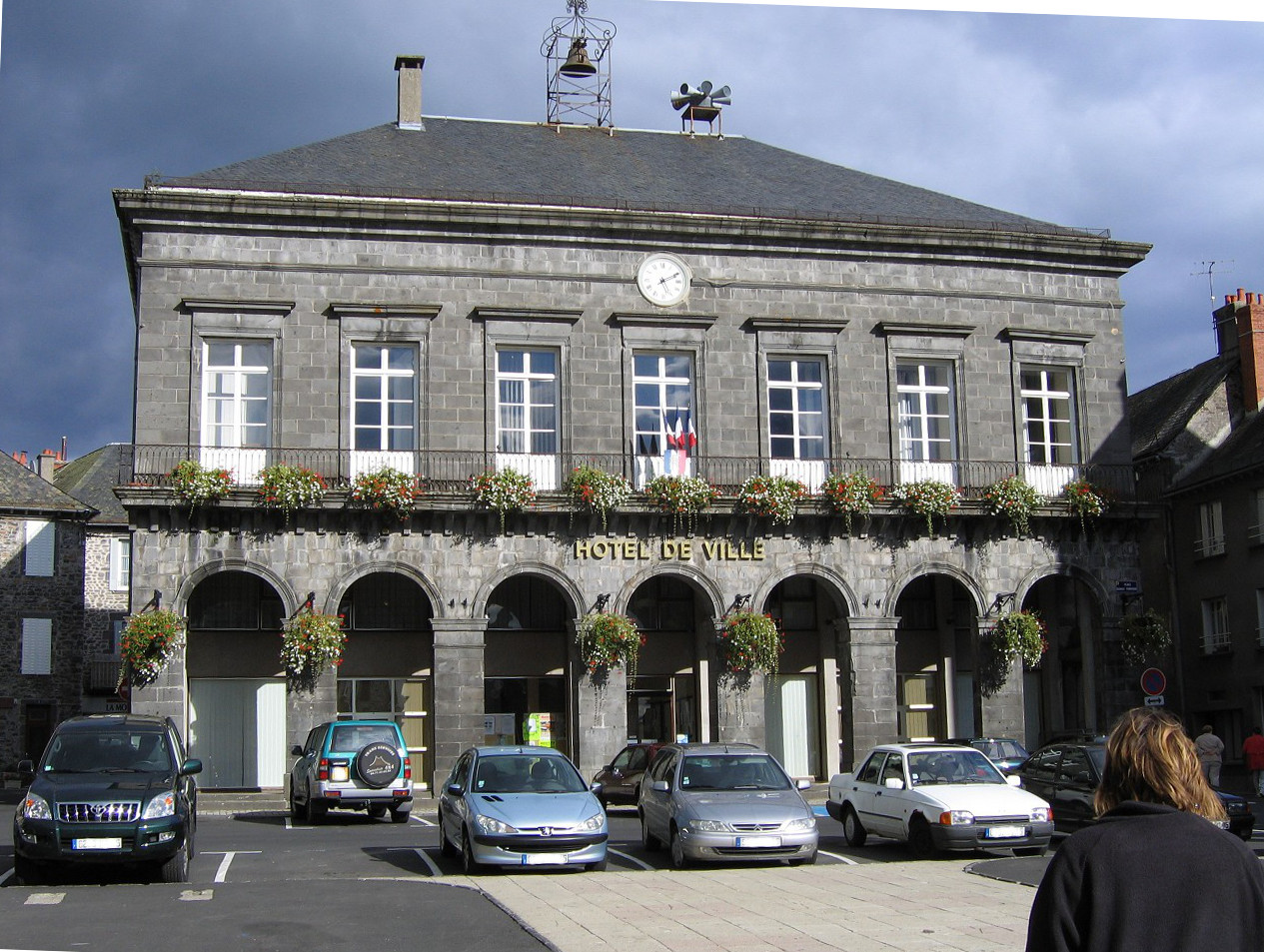
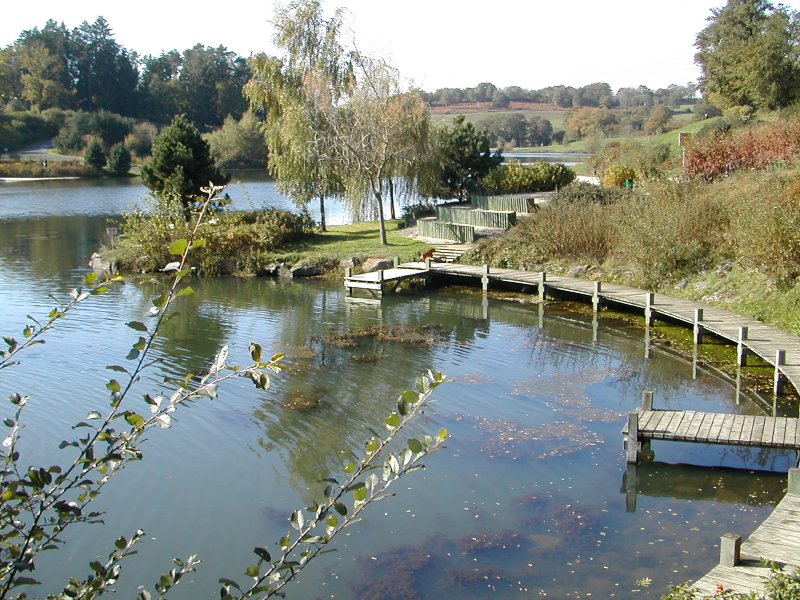
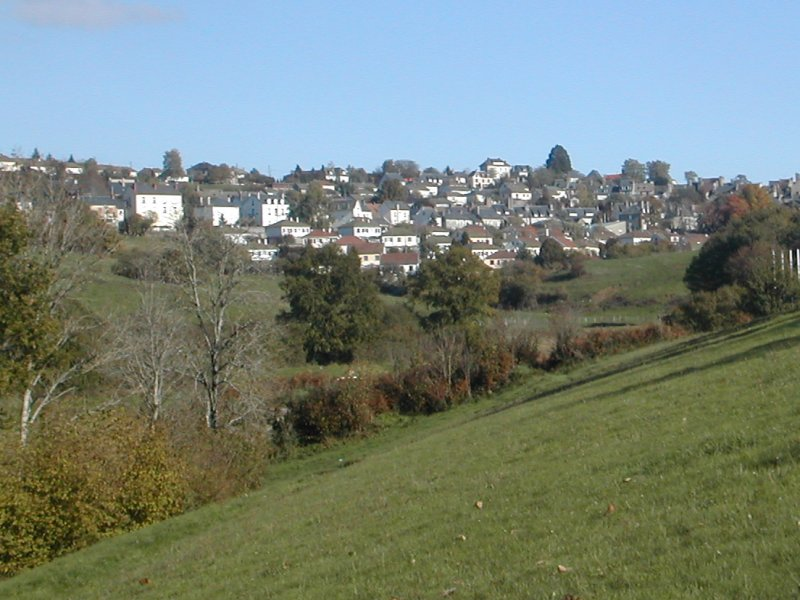